# Escull Johnson del Sud
L'Escull Johnson del Sud (en xinès: 赤瓜礁; en vietnamita: Đá Gạc Dt.; en malai: Terumbu Johnson Selatan) és un escull de les Illes Spratly en el Mar de la Xina meridional controlat per la República Popular de la Xina (PRC), però la propietat disputada per Filipines, Brunei, Malàisia, Taiwan i Vietnam.
Es troba en la part sud-oest dels bancs de la Unió, al costat de l'Escull Collins. Al juliol de 2012, per reforçar encara més el seu reclam, una flota xinesa de 29 vaixells pesquers de Hainan protegits pel Yuzheng 310 (un vaixell patruller de l'administració pesquera) va passar 20 dies de pesca a la regió. Al maig de 2014, Filipines va anunciar que un dels seus vols de reconeixement havia descobert que la Xina, estava dragant i guanyant terres al mar en l'escull. Xina va respondre dient que era una construcció normal, que es realitza al seu territori. La superfície guanyada havia aconseguit uns 0,1 quilòmetres quadrats.